# Koljatinjärvi
Koljatinjärvi är en sjö i kommunen Suomussalmi i landskapet Kajanaland i Finland. Sjön ligger 218,6 meter över havet. Arean är 98 hektar och strandlinjen är 8,2 kilometer lång. Sjön  ingår i Uleälvens huvudavrinningsområde.   Den ligger omkring 110 kilometer nordöst om Kajana och omkring 560 kilometer norr om Helsingfors. 